# 大社區

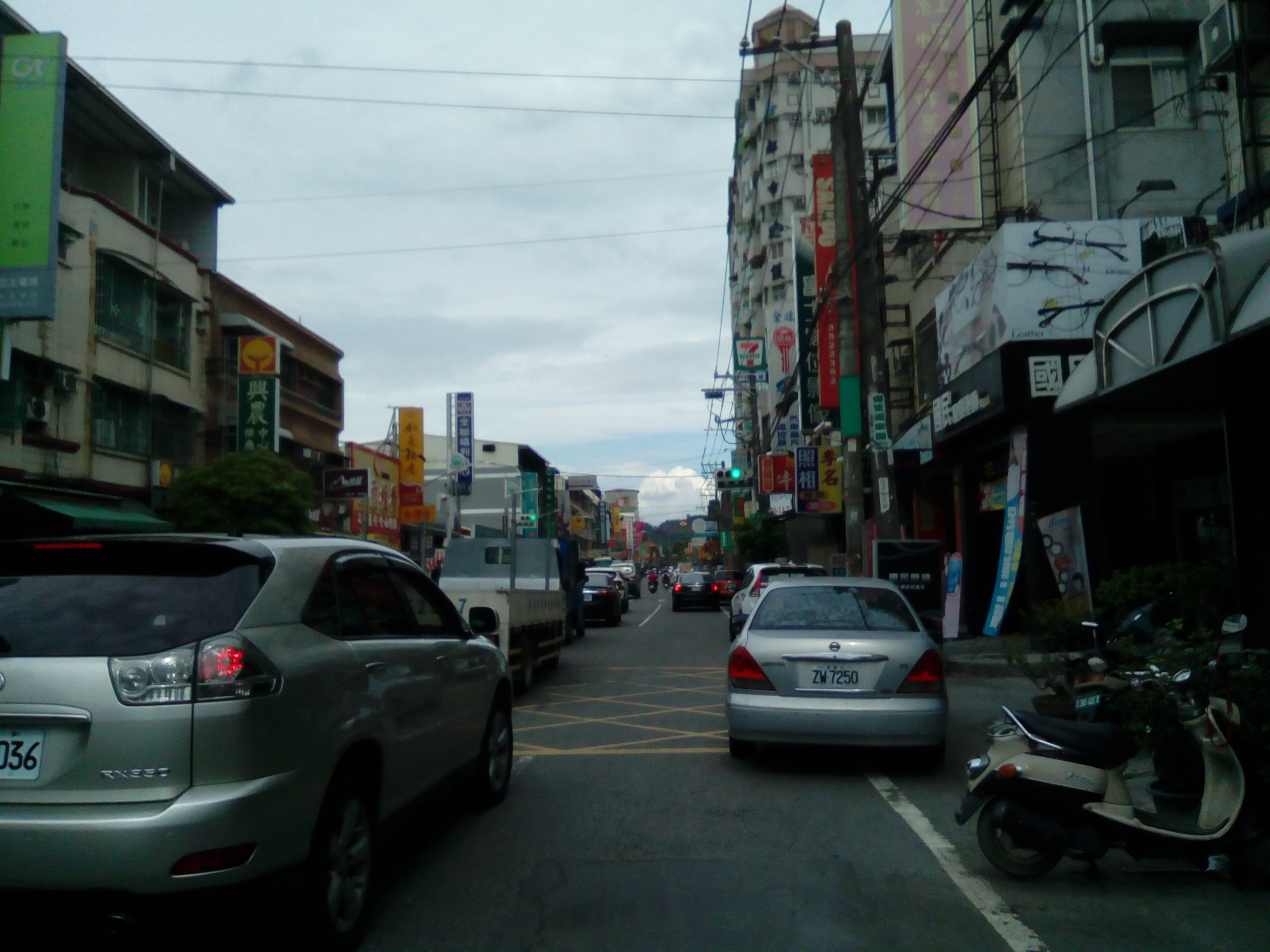
大社市街一隅(遠處為觀音山)

大社區，前身「大社鄉」，位於臺灣高雄市西南部。北鄰燕巢區，東鄰大樹區，西鄰楠梓區，南接仁武區。當地開發甚早，大致為昔日觀音山庄之核心地區「觀音中里」。行政區與楠梓、鳳山、仁武迭經分合延革，最近一次為1951年自仁武鄉分立至今。現轄三奶、翠屏、觀音、神農、中里、大社、保安、保社、嘉誠各里。大社區有幾個全臺之最：最古老之三奶夫人廟、最古老之皮影劇團、橫掃全臺的棗子、芭樂，並以觀音山風景區、古鳳山八景之一「翠屏夕照」聞名。

## 行政區沿革

### 歷年所屬列表
大致是內屬在「鳳山」、「仁武」、「楠梓」以內、或以獨立「觀音山／觀音中里」、「大社」行政區二種形式呈現。
| 起訖年份  | 行政區 |
| 1661~1683 | 萬年縣仁武鎮：觀音山屯墾區。 |
| 1683~1895 | 鳳山縣觀音山庄觀音中里，而林子邊為觀音下里。（其他屬觀音中里之部分尚有楠仔坑街、土庫、中路林、中崎、鳳山厝。） |
| 1895~1901 | 台南縣鳳山支廳、台南民政支部鳳山出張所、台南縣鳳山支廳、鳳山縣鳳山辦務署、台南縣鳳山辦務署。 |
| 1901~1909 | 鳳山廳楠梓支廳楠梓坑區：區轄楠梓坑街（區役場）、土庫庄（大致為楠梓區鐵道東側部分）、林仔邊庄、三奶壇庄、大社庄（今大社區主體）及觀音下里之後庄仔庄（今仁武區部分）等。當時未劃入者，尚有同支廳之保舍甲區觀音中里之牛食坑庄、蜈蜞潭、保舍甲。 |
| 1909~1920 | 台南廳楠梓支廳楠梓坑區：同上。 |
| 1920~1924 | 高雄州高雄郡仁武：庄轄仁武、前埔厝、烏材林、蛇子形、考潭、灣子內、赤山子、新庄、後庄子、竹子門、五塊厝、八卦寮、大灣（今仁武全境）及大社、牛食坑、蜈蜞潭、保舍甲、三奶壇、林子邊（今大社全境）19個大字。                                 |
| 1924~1945 | 高雄州鳳山郡仁武：同上。 |
| 1945~1946 | 高雄縣鳳山區仁武鄉：範圍同上。 |
| 1946~1951 | 高雄縣仁武鄉：範圍同上。 |
| 1951~2010 | 高雄縣大社鄉：成立之初轄大社、翠屏、觀音、三奶、中里、神農、保社、嘉誠等村。 |
| 2010~     | 高雄市大社區 |

- 明鄭時期：永曆十六年，明鄭據守台灣島，規置府縣，南部地區為萬年縣；縣下頒布八條屯田諭令，以養各鎮之兵。本區由仁武鎮開墾，屬觀音山屯墾區。

- 清領時期為「觀音山庄」→「觀音里」→「觀音中里」；觀音山庄涵蓋觀音上里、觀音中里、觀音下里、觀音內里的範圍（含今燕巢、楠梓、大社、仁武、大樹等區）。現行區域大致為昔日觀音中里。

- 日治時期，大致為「鳳山（支）廳」→「楠梓坑支廳楠梓區」→「仁武三奶壇」：
  1. 縣廳時期（1895年－1901年）：經台南縣鳳山支廳，台南民政支部鳳山出張所，台南縣鳳山支廳，鳳山縣鳳山辦務署，台南縣鳳山辦務署等更迭。
  2. 二十廳及十二廳時期：屬楠梓坑支廳楠梓坑區。該區下轄觀音中里楠梓坑街（區役場）、土庫庄、林仔邊街、三奶壇庄、大社庄，及觀音下里之後庄等。楠梓支廳在二十廳時期（1901年－1909年）屬鳳山廳，十二廳時期（1909年－1920年），鳳山廳併入台南廳，隨之改隸。
  3. 五州三廳時期（1920年－1945年）：稱「仁武庄」。1920年行政區劃後，成立仁武庄（1920年~1945）。原屬高雄州高雄郡，1924年高雄郡廢止，仁武庄劃入鳳山郡。分為二個生活圈：「三奶壇」為代表觀音中里；「仁武」則代表觀音下里及部分半屏里。仁武庄役場設於三奶壇587番地，即大社鄉公所舊址。

- 戰後，改制為「仁武鄉」（1945年－1951年8月）：1945年，原日治時期的高雄州鳳山郡仁武，改為高雄縣鳳山區仁武鄉。但其下「三奶壇」及「仁武」二派民意未合，紛爭迭起。

- 地方自治後，獨立為「大社鄉」（1951年8月－2010年12月24日）：民國38年底《台灣省各縣市實施地方自治綱要暨區域調整劃分辦法》公布後，分鄉呼聲高漲。經高雄縣議會1951年5月29日第二次會議決議，分仁武鄉分為大社、仁武兩鄉，並自該年八月生效。建鄉之前有「三奶壇」及「大社」之鄉名競爭；（原始庄名「觀音山」無人提起），經表決以「大社」為名（ 因大社為鄉內社政經中心，日治時期即有大社國小、大社分駐所）沿用至今。大社為獨立公法人（鄉）者，共60年。

- 高雄縣市合併，改制為「高雄市大社區」（2010年12月25日－）：目前屬直轄市之市轄區，不具公法人地位。

### 
1920年：（冒號後為改制前）行政區劃：
- 高雄郡仁武庄大社（大字）：原台南廰楠梓坑支廳楠梓坑區觀音中里大社（庄）。
- 高雄郡仁武庄牛食坑：原台南廰楠梓坑支廳保舍甲區觀音中里牛食坑。
- 高雄郡仁武庄蜈蜞潭：原台南廰楠梓坑支廳保舍甲區觀音中里之蜈蜞潭。
- 高雄郡仁武庄保舍甲：原台南廰楠梓坑支廳保舍甲區觀音中里保舍甲。
- 高雄郡仁武庄三奶壇：原台南廰楠梓坑支廳楠梓坑區觀音中里三奶壇。
- 高雄郡仁武庄林子邊：原台南廰楠梓坑支廳楠梓坑區觀音下里林子邊。

1924年：廢高雄郡，仁武庄劃入鳳山郡，隨之改隸至終戰。
1945年：仁武庄改為仁武鄉，所屬19個大字整併為「村」。屬於本區者：
- 大社村：原大社（大字）及三奶壇過溝（過甲）地區。
- 牛蜈村：合併原牛食坑、蜈蜞潭（大字），後改名嘉誠村。
- 保社村：原保舍甲（大字）。
- 翠屏村：原三奶壇（大字）之第一、三保。
- 觀音村：原三奶壇（大字）之第二、四保。
- 中里村：原林子邊（大字）

1950年：觀音村析出舊三奶壇大字第四保，為神農村；翠屏村析出舊三奶壇大字第一保，為三奶村。
1951年8月：仁武、大社分鄉。上述大社、嘉誠、保社、翠屏、觀音、神農、中里、三奶各村隨之改隸大社鄉。
1998年：大社村析出保安村。
2010年：高雄縣市合併為高雄市，上述各「村」改制為「里」。

#### 三奶壇（大字）
- 三奶壇：在地稱「三媽壇」（sann-má-tuânn，音變為sam-má-tuânn、sam-á-tuânn），《鳳山縣采冊》觀音山一百零八庄之一。本區主體聚落、市區，一度為大社之代名詞。有高屏地區最早之黃昏市場，《鳳山縣采冊》記載：「三奶壇市，在觀音里，縣北二十里，下午為市。」戰後自三奶壇大字劃出翠屏村、觀音村，民國39年村里重整，再由觀音里分出神農村。
  - 三奶里：舊稱「下尾角仔」，舊三奶壇大字第一保，原三奶壇西南。壇前與翠屏里交界之「三角湧」地區為本鄉昔日政經中心。里名來自「碧雲宮」三奶夫人廟（即三奶壇）。專稱里名「三奶」時，讀作sam-nái。
    - 碧雲宮：全台奉祀三奶夫人之廟宇共八座，本區者創建於清康熙48年為全台最古老，又大嬤陳靖姑右手持仙索、左手執印，身騎白馬，二嬤林紗娘身騎黑馬，三嬤李三娘騎赤兔馬，亦是全台獨有之造型。

  - 觀音里：舊三奶壇大字第二保，三奶壇東南。多古井。以「觀音山」「觀音中里」之「觀音」為名（觀音山現位於神農里）。金龍城（觀音國小一帶），多為因應戰後仁大工業區進駐後而移居之外來人口，除青雲宮外，以明毅堂及集興宮為信仰中心。
  - 翠屏里：舊三奶壇大字第三保，三奶壇北前，以「翠屏巖」（大覺寺）命名，面積僅有6公頃。
- 籬仔內（lî-á-lāi）：《鳳山縣采冊》觀音山108庄之一。日治併入三奶壇庄，與三奶壇之一部分，合為三奶壇大字第4保。
  - 神農里：舊三奶壇大字第四保，以牛路巷（中華路14巷）為界，以西孫厝、葉厝為三奶壇庄（對稱籬仔外）；以東李家、黃厝與青雲宮（老祖廟）均為籬仔內庄。里名以「青雲宮」神農氏為名，區民稱神農氏為「老祖」，為觀音山十三庄之共同守護神。
    - 青雲宮：盧嘉德《鳳山縣采冊》：「一在籬仔內莊，縣北十九里，屋八間，額「青雲宮」，嘉慶十二年洪廷錦董建。」

#### 林子邊（大字）
- 中里里：在地稱「林子邊」（Nâ-á-pinn），本屬觀音下里之一部分，亦屬《鳳山縣采冊》觀音山108庄之一。清領時期，屬於觀音（下）里之林子邊庄。日治末期為仁武庄林子邊大字。戰後為仁武鄉中里村，雖然本屬於觀音下里，卻以「中里」為名，意旨舊仁武庄之中間聚落，與「觀音中里」無關。大社、仁武分鄉以後，劃歸大社至今，下轄林子邊、鹽埕等庄口。以王爺廟為信仰中心。期間曾經與之後庄（今屬仁武區後安里）進行換地，使兩里之里界平順完整，避免過於破碎零散。

#### 大社（大字）
- 在地亦稱「大社」（tuā-siā），《鳳山縣采冊》觀音山108庄之一。大社之名來自為原住民馬卡道族之「放索社」（阿加社），其於明鄭時期被漢人逐至今屏東縣林邊鄉水利村之「田墘厝」。日治時期合併三奶壇之過甲地區，以大社之名獨立成為大字。戰後為大社村，自民國87年分以庄中大社路為界「保安」及「大社」二村，縣市合併再改制為里。
  - 保安：原大社北，以「『保』元宮」（又稱大社廟）保生大帝為名，護佑黎民平『安』（高雄市里政資訊網）之意。屬大社大字舊部落地區。
  - 大社：原大社南，三奶壇西北方，本區現今之政經中心。包括原三奶壇之「過甲」及部分大社庄。幫陷溝以東即過甲地區，為三奶壇之一部分；以西為各種官署、學校、派出所、鍾厝等。

#### 保舍甲（大字）
- 保社：位於西北平原，有《鳳山縣采冊》觀音山108庄之「萬根松」及「保舍甲」二庄，大致以旗楠公路為界，以北為「萬根松」，以南為「保舍甲」。里名來自於「保舍甲」。
  - 保舍甲（pó-siā-kah）：觀音山108庄之一。指南路安撫使的田甲土地（吳進喜等，1997：55）。以清福寺為信仰中心；另有署名貢生的張榮機回鄉所建的張厝，據說為三落雙護龍大厝，唯建築全拆今已不復見當年盛況。（高雄市里政資訊網）
  - 萬根松（bān-kin-tshîng/tsîng，音變為bān-kin-sîng）：觀音山108庄之一。無數氣根老榕樹之地，雅化為「萬金松」（bān-kim-tshîng／sîng），以玉皇宮為信仰中心。

#### 牛食坑（大字）、蜈蜞潭（大字）
- 嘉誠里：東北半山區。戰後初以牛食坑與蜈蜞潭兩大庄而名為「牛蜈」村，但因為常諧音「姑磨」（音：龜毛）、「雜毛」，後於民國55年改稱「嘉誠村」，以古名「加納崎」之「加」加工而成。本里日治時代，以蜈蜞嶺為界，以東山區屬牛食坑大字，包含加獵崎、牛食坑、柑仔宅、水哮仔等聚落；以西的平原則屬蜈蜞潭大字，有蜈蜞潭、北勢林，箍桶寮等聚落。
  - 牛食坑（牛跡坑）及大竹圍（tuā-tik-uî）：嘉誠里8鄰。牛食坑是牛食坑山與蜈蜞嶺之間，中圳溪與支流牛食坑溪交會處之沖積平原，未列入觀音山108庄之一，但鳳山縣采冊仍有紀錄牛食坑山、溪。大竹圍乃《鳳山縣采冊》觀音山108庄之一，原位於牛食坑之坑口，日治末消失。
  - 加納崎：嘉誠里4至7鄰。《鳳山縣采冊》觀音山108庄之一。又作「厚栗崎」、「加獵崎」、「加漏崎」、「加落崎」、「加蚋崎」。加獵兩字或許源於平埔原住民語，可以該聚落有不少平埔原住民後裔為證（柯安正，26：71-72），「交力」為栓皮櫟樹之植物名，「崎」為陡峭山坡之意，信仰中心為嘉和宮。原住民是平埔族潘、林二姓。
  - 柑子宅（kam-á-the̍h）：嘉誠里11鄰。《鳳山縣采冊》觀音山108庄之一。地名原於其附近山坡地適合種植果樹，有以柑橘盛產，故附近聚落房舍稱為柑仔宅（柯安正，26：73）。該庄境主為北極殿，旁有「柑仔宅溝」。
  - 水哮子（tsuí-háu-á）：嘉誠裡9、10、12鄰。《鳳山縣采冊》觀音山108庄之一，來自當地一條中圳溪上游之小溪，因豪雨所生之水聲。
  - 蜈蜞潭（ngôo-khî-thâm）：嘉誠里1鄰。《鳳山縣采冊》觀音山108庄之一，地名原指嘉誠國小東北側之水潭。蜈蜞即水蛭，即水蛭很多的水潭所在而得名（參見安倍明義，1998：218）。地名最早見於《雍正台灣輿圖》（吳進喜等，1997：81-82）。日治時代，蜈蜞潭成為本里西半部的大字名。該庄有一福德祠。
  - 北勢林（Pak-sì-nâ）：嘉誠里2鄰。《鳳山縣采冊》觀音山108庄之一，指蜈蜞潭北，典寶溪（五里林溪）畔之大片樹林（同時供應箍桶寮原料）。保安宮為該庄與蜈蜞潭之共同信仰中心，含大陳新村。
  - 箍桶寮（khoo-tháng-liâu）：嘉誠里3鄰。《鳳山縣采冊》觀音山108庄之一，位於蜈蜞嶺與典寶溪間之河階台地，地名源於聚落居民以製作木桶維生為生。聚落旁有「箍桶寮山」。《鳳山縣采訪冊》：「箍桶寮山，在觀音里，縣北二十六里，脈由鯉魚山出，高半里許，長二里許。」信仰中心為三仙宮。

## 地理

### 地形與氣候
大社區地勢東高西平，平原帶除鄉街聚落外，均為農業區。東北角觀音山為內門丘陵的尾端，坡度約15-23度間，海拔50-100 公尺。本區土壤為台灣黏土、砂頁岩老沖積土、新沖積土、黃壤、崩積土、石質土，土壤肥沃。年雨量2000公厘以上，集中於夏季5-9月。

### 族群與姓氏
居民之祖籍，有極高比例屬廣東省潮州府、部分福建省泉籍、漳籍。但鄉民語言，主要操持閩南語泉漳片臺灣話優勢腔，非潮汕片。
- 潮州府
  - 林仔邊盧氏：饒平縣大埔口。本區第七大姓，三民路163-173巷之間。盧關開基，明鄭時期來台（柯安正，26：95）。
  - 三奶壇孫氏：本區之第九大姓。一說孫純直開基，乾隆中葉汕頭移入。子孫孫龍水先曾任日治仁武庄長、戰後仁武鄉長，祠堂於民國68年遷建於中華路77巷內（柯安正，26：57，96）一說潮陽縣西北，孫理移入。
  - 三奶壇下尾角巫氏：普寧縣羅溪尾寨。巫周德開基，雍正時期來台，先居大社村保元宮廟後，後移居三奶壇，東面臨民生路，延伸至三民路側三奶壇市場及三角湧仔。（柯安正，26：98-1）。
  - 三奶壇下角尾仔邱氏：饒平縣。（柯安正，26：11）。
- 泉州府
  - 籬仔內黃氏：南安縣內埔鄉。本區第四大姓，位於今中華路與成功一巷口曾有石閂頭舊「學仔」，足以說明該門文風鼎盛（柯安正，26：57，91-92）。遷台後原居今前鎮區籬仔內庄，後再遷今大社籬仔內庄，後來籬仔內庄併入三奶壇庄。
  - 田仔頂李氏：南安縣藍田二十一都。李氏長期為本區人口第三大姓氏，有主要有四支，同宗但不同脈系。田仔頂李（觀音）占本區李姓超過一半人口。李順發開基，居於中華路37巷，前臨車路溝（中華路），北至翠屏路48巷口，東西界於孫厝與曾厝之間，後來擴展至車路溝對岸「田仔頂」新生街至中華路8巷。（柯安正，26；9-91）。
  - 保舍甲張氏：家族中出了貢生張榮機。
- 漳州府
  - 三奶壇酒沽張氏：平和縣小溪鎮。張蔭開基，明鄭時代入墾三奶壇，居於翠屏路17-25巷，面向車路溝（中華路），因曾釀酒販賣，故該地亦稱「酒沽」。因張蔭生有四子，大房住祖厝後落，後再分居於田仔頂（位於觀音里）今三民路旁，三房住前落三合院，多以農為業）。二房、四房集居於三奶壇舊市場旁邊，其第四代張狀學藝，創張氏皮戲班，稱「皮戲張」，尤以第五代傳人張德成餘1988年獲得皮影藝師桂冠，為第一屆薪傳獎得主（柯安正，26：53，95）「皮戲張」有全臺最古老之皮影戲。本地姓氏特殊俚語：「姓洪的做師公、姓張的做皮戲。」
  - 三奶壇吳氏（翠屏）：本區第八大姓氏，南靖縣居仁里蕉山庄，吳皇開基，清康熙末年來台。翠屏路113巷內（柯安正，26：96），後代有學者吳宏一。
  - 三奶壇許氏（翠屏）：
    - 大許：南靖縣。原為本區第一大姓氏。許申開基，明鄭時期來台，許厝周圍河溝圍繞（北有萬應公溝、西有大崩陷溝、南有車路溝─大埤溝），東自小許巷，西至三民路與中正路口，北臨過甲巷，南抵翠屏路，以許厝祠堂居中，其「許厝大庭」兼極為有名，兼里活動中心，民國64年改建為樓房。（柯安正，26：89-9）
    - 小許：在許厝東側中興五巷為不同脈系的許姓人家，因人數較少，故為「小許」。

其他：
- 籬仔內李（神農）
- 下尾角李（三奶）
- 保舍甲李（保社）。
- 蘇氏（保安）：大社路與中正路交叉口西北角。其祠堂門楣上有懸掛一塊清咸豐年間的進士匾，為蘇懷珠於清咸豐1年（186年）科中恩貢所頒，過11年其子蘇瑞麟也科中歲貢，父子皆為貢生，與本鄉籬仔內黃昌盛、黃雙璧父子相媲美（柯安正，26：63，98）。
- 林氏：本地原生林氏為漢化平埔原住民族。
- 洪氏：本地姓氏特殊俚語：「姓洪的做師公、姓張的做皮戲。」
- 陳氏：原為本區第五大姓，位於三民路29巷口。但外來陳姓人加入後，躍居本鄉第一大姓。（柯安正，26：94）。
- 田仔頂詹氏（觀音）：位於三民路162巷底，昔日田仔頂地區由中華路14巷以南街為農田，僅有詹氏一家族臨林仔邊溝（柯安正，26：12）。民國47年起興建的「明毅堂」道場即建於田仔頂詹厝。
- 三奶壇過甲江氏：江厝位於本村三民路以北、中正路至衙門溝之間（柯安正，26：61，97）。
- 三奶籬子外葉氏：本區第13大姓氏，是本村第三大姓。戰後所組成的傳統民間藝陣─「牛犁仔陣」頗為著名（柯安正，26：57，1）。

### 人口
根據高雄市政府民政局統計，2024年底大社區戶數約1.4萬戶，人口約3.4萬人，區內人口最多與最少的里分別是觀音里與嘉誠里，2024年底兩里人口分別為5,952人與948人。

## 政治

### 歷屆首長

#### 鄉長
- 第一屆張故
- 第二、三、五屆鄭來成
- 第四屆許彬鈴
- 第六、七屆巫火財
- 第八屆江健一
- 第九、十屆陳月德
- 第十一屆許正雄
- 第十二屆陳福財
- 第十三、十四屆陳宏源
- 第十五屆張勝富

#### 區長
- 許錦泰
- 陳世昌
- 蔡翹鴻
- 李坤守
- 陳佑瑞
- 李柏雄
- 王瑞麟

### 區政組織
大社區公所是高雄市政府在大社區的派出機關，在中華民國政府架構中為市政府綜理區政的執行機關，上級業務監督機關為高雄市政府。区长由市長任命，其任期為無任期保障。在區長及主任秘書之下，設有3課4室等7個內部單位。

### 行政區劃
| 大社區行政區劃 |        |      |        |      |        |
|                |        |      |        |      |        |
| 編號           | 里名   | 編號 | 里名   | 編號 | 里名   |
| 1              | 嘉誠里 | 2    | 保社   | 3    | 保安里 |
| 4              | 觀音里 | 5    | 三奶里 | 6    | 中里里 |
| 7              | 神農里 | 8    | 翠屏里 | 9    | 大社   |

## 教育

### 國民中學
- 高雄市立大社國民中學

### 國民小學
- 高雄市大社區大社國民小學[4]
- 高雄市大社區嘉誠國民小學[5]
- 高雄市大社區觀音國民小學[6]

## 交通

### 道路
- 國道十號：新增大社交流道，進行可行性評估中[7][8]
- 台22線：旗楠路
- 市道186號：中正路、三民路
  - 市道186甲線：中山路

### 公車
- 港都客運
  - 6：左營南站－萬金路
  - 7A：加昌站－高雄師範大學（燕巢校區）
  - 7C：加昌站－高雄科技大學（燕巢校區）
  - 7D：加昌站－樹德科技大學
  - 橘16B：鳳山轉運站－大社區公所（例假日停駛）
- 南台灣客運
  - 紅60B：高鐵左營站－仁武－大社－加昌站
- 高雄客運
  - 224：楠梓－鹽埕
  - 8008：岡山轉運站－建國站
  - 8023：旗山轉運站－楠梓－建國站
  - 8048：捷運都會公園站－屏東轉運站
- 義大客運
  - 96：義大世界－義大醫院
  - 8506：岡山轉運站－義大世界站

## 宗教禮拜場所

### 道教和臺灣民間信仰
- 大社青雲宮
- 大社三奶壇碧雲宮
- 大社保元宮
- 大社保舍甲清福寺
- 大社凌霄寶殿
- 大社義民公廟
- 大社朝宸宮
- 大社加納崎嘉和宮

### 佛教
- 觀音山大覺寺

### 基督宗教
| 宗派                             | 教會（禮拜堂 / 聖堂）                          |
| -------------------------------- | ---------------------------------------------- |
| 歸正宗長老會（臺灣基督長老教會） | 大社教會                                       |
| 召會                             | 金龍路會所                                     |
| 其他                             | 大社嘉誠教會、大社基督喜信會、大社敬拜禱告中心 |

## 旅遊

### 觀音山風景區
翠屏夕照：
- 翠屏指大覺寺後那塊佈滿樹木的陡峭坡面，有如翠綠之屏風，特別秀麗，一些騷人墨客命為「翠屏」。其在夕陽的餘暉映照之下，變幻萬千，綺麗無比，始有「翠屏夕照」 。後來建觀音寺廟。因背有翠屏的大靠山，故名為「翠屏岩」。《鳳山縣采訪冊》祠廟篇記載： 觀音寺：一在觀音山麓（觀音），縣北二十三里，屋八間（額「翠屏岩」），光緒2年恩貢生蘇懷珠募修。 ( 現大覺寺前入口處尚有「翠屏岩」牌樓為證)。

自翠屏岩拆除改建大覺寺之後，翠屏岩是「寺名」抑或「山名」，常有混淆不清。﹝昔時閩南一帶之「寺」或稱為「岩」，如打鼓岩、崗山岩、清水岩等﹞。（參閱中研院民族所研究員 林美容《台灣佛教學術研討會論文集》〈台灣的「巖仔」與觀音信仰〉(1996.12)）
- 光緒廿年盧嘉德鳳山縣採訪冊，列「鳳山八景」：鳳岫春雨（於大寮林園交界，古稱「鳳山」，今稱雞冠山）、龍巖冽泉（柴山）、淡溪秋月（今高屏溪，古稱「下淡水溪」）、球嶼曉霞（小琉球）、岡山樹色（大崗山）、泮水荷香（左營蓮池潭）、翠屏夕照（觀音山翠屏岩）、丹渡晴帆（高雄港，古稱打鼓港，港口有一巨石稱打鼓岩）等，本景屬於其中之一。
- 觀音山本身又另尋七景合而為「觀音山八景」。
  - 石筆初開：環山步道北段路邊盆地中兀起之石筆山。月明時，筆尖醮黑。
  - 天洞朝暾：洲子坑尾上，日治時期所遺留之戰備通道。西進東出，能見東側十四峰及朝陽。

### 和平新村
和平新村是位於嘉誠村北勢林之大陳新村，於民國44年來自浙江省大陳島，隨國民政府撤退至此。屋舍儼然，景色清幽，宛如鄉中異域，有一間供奉威武陳將軍的威武廟，為自行車旅遊最佳秘境。由嘉誠路（高50鄉道口），轉入北勢巷約 0.8公里處。

### 東華皮影戲
全台最古老，原名為「德興班」，第五代傳人張德成於民國78年與李天祿等人同時當選為第一屆國家民族藝師，海內外享有盛名，本址位於三民路張厝。

## 名產
大社有三寶，芭樂、牛奶、蜜棗。其中「牛奶蜜棗」既是2種物產，也可以指單一名產「牛奶蜜棗」。

### 芭樂
襲捲全台之「白芭樂」、「珍珠芭樂」、「帝王芭樂」皆是本區空前絕後之創舉，奠定芭樂王國之基礎，種植腹地往燕巢區延申。後來在縣長楊秋興一鄉一名產的政策下，芭樂改由燕巢代言，而棗子仍由大社代言。

### 棗子
台灣棗子第一品牌；1983年成立全台第一個棗子產銷班，同時也是國內農產品產銷班的先驅，第一個大規模生產棗子的鄉鎮，農民多因種棗子致富，蓋了許多「棗子樓」。共出現過十多種不同的品種，曾在台北微風廣場創下一粒兩百元的銷售紀錄，遠比蘋果還高貴。

### 牛奶
起於日治時期，提供給岡山機場飛行員補充營養，現在本區的乳牛數與產乳量皆居高雄市第一，今有二千餘頭乳牛。

## 外部連結
- 高雄市大社區公所（页面存档备份，存于）
- 高雄市仁武戶政事務所-大社辦公處 （页面存档备份，存于）
- 高雄市大社區衛生所 （页面存档备份，存于）